# 硬毛兔唇花
硬毛兔唇花（学名：Lagochilus hirtus）为唇形科兔唇花属下的一个种。多年生草本，高约16cm，有窄钟形花萼，萼齿三角形，萼筒密被刚毛；刺状苞片长8-10毫米，密被具节糙伏毛及头状腺体。分布于新疆及哈萨克斯坦。

## 扩展阅读
- 維基物種上的相關：硬毛兔唇花